# Asatro
Asatro, även fornsed (fornnordiska: forn siðr), är en modern beteckning på de religiösa traditioner och seder som utövades av invånarna i Skandinavien från folkvandringstiden och under vikingatiden fram till Kristendomens införande. Kunskapen om asatron bygger huvudsakligen på nedteckningar från kristen medeltid och dess korrelation med vissa arkeologiska fynd, men som förutsätts spegla en äldre muntlig tradition. Svenska akademiens ordbok definierar asatro som ”en nordisk naturreligion där polyteism och naturväsen är centrala inslag utbredd i nord-germanska länder innan kristendomens införande”.

## Begreppet asatro
Begreppet asatro myntades under 1800-talet, då den nationalromantiska, samnordiska synen på vikingatiden skapades, och ett stort intresse för förkristen mytologi väcktes också i Tyskland (med Richard Wagners operasvit som främsta exempel). SAOB:s första belägg för begreppet är från 1820. 
Under medeltiden användes benämningen fornsed (medeltida stavning: forn siðr eller fornum sid) – "den forna seden" – för att beskriva tron och sederna innan kristendomen.
Som synonym för asatro används ofta fornnordisk religion, men detta begrepp omfattar även andra förkristna nordiska religioner, såsom samisk religion, finsk religion och Nerthuskult. En del svenska akademiker har därför börjat använda begreppet fornskandinavisk religion som synonym till asatro för att avgränsa mot just samisk och finsk religion. Asatro avser religionen som fanns i perioden precis innan kristendomens införande, medan de förkristna religiösa uttrycken som fanns under bronsålder och stenålder i Norden skiljde sig från asatron.

## Skriftliga och arkeologiska källor

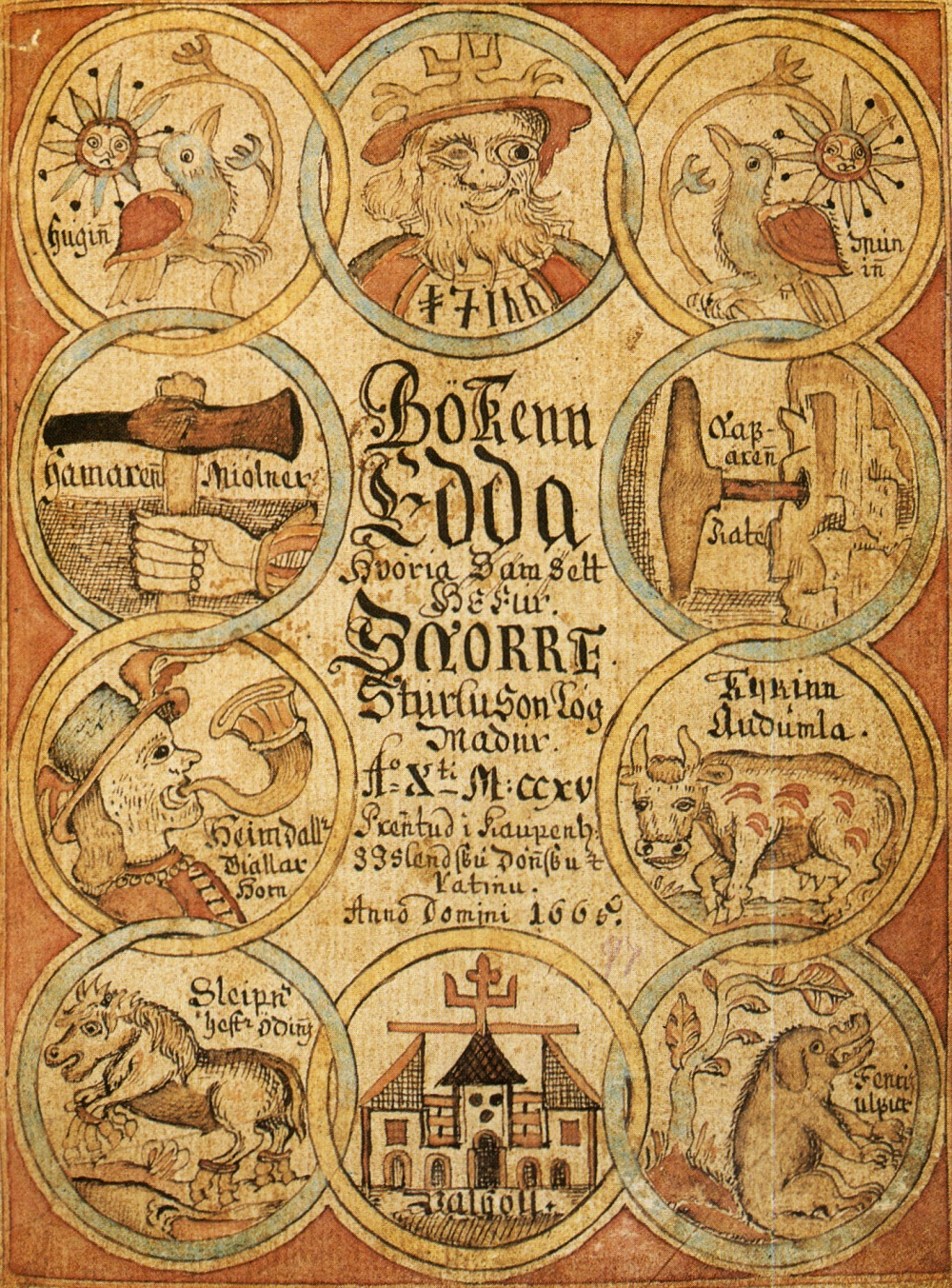
Den prosaiska Eddan i ett isländskt 1700-talsmanuskript.

Det som är känt om asatrons trosuppfattningar kommer främst från kristna källor, antingen isländska sagor nedtecknade efter kristnandet genomförts på Island, eller från kristna grannar som verkat samtidigt som asatron varit levande i Skandinavien, till exempel Adam av Bremen. Även Cornelius Tacitus skrev om germanerna och deras trosuppfattningar. De viktigaste källorna till nordisk mytologi är den poetiska Eddan och Snorres Edda från 1200-talet.
Det finns även arkeologiska källor som ger oss ledtrådar till hur och var asatron utövas. Ortnamn ger ofta vägledning om vilka gudar och gudinnor som dyrkades på en viss plats och sambandet mellan dessa. I nordiska ortnamn ingår följande gudars namn: Tor, Njord, Ull, Frö, Oden, Ti (Tyr), Frigg, Fröja, med binamnet Härn (isländska "Hörn"), Vrind (isländska Rind), möjligen också Vidar, Balder, Höder och Skade. Av gudomlighetsnamn används gud, as, dis, troligen också van, medan det i personnamnen ingår Tor, Frö, Oden, möjligen också Ti, liksom gud, as, ragn (gudamakt), dis, alv samt benämningar på valkyrior. Guden Ull har efterlämnat spår i ett stort antal svenska ortnamn som Ulleråker och Ullevi. Så trots att Ull har en undanträngd roll i Eddorna, så tycks han haft en viktig roll i de lokala offerkulterna.

## Bakgrund
Asatron utgjorde aldrig ett sammanhängande religiöst system, varför man kan säga att Snorre Sturlasson med sin Edda var den som först sammanförde berättelserna till en helhet. Den förkristna nordiska asatron var alltså aldrig någon enhetlig religion i modern bemärkelse utan var snarare en etnisk religion eller naturreligion, som saknade grundare och fastställda lärosatser. Mytologin fungerade troligen som en sorts teoretisk överbyggnad till kulten, som hade mycket lite att göra med tro och mer med handlande, traditioner och värderingar i samband med naturen, vädret, årstiderna och mänsklig verksamhet.
Asatro tillhör de polyteistiska religionerna, och förutom gudar tror man även på olika naturväsen. Asatron är en del av en större familj av indoeuropeiska religioner där man även finner grekisk, romersk och slavisk fornreligion. Det finns även motsvarigheter till asatrons panteon i den indiska hinduismen. En teori hävdar att olika indoeuropeiska stammar (indier, greker, italiker, kelter, slaver, germaner) har ett gemensamt ursprung, möjligen från områden i närheten av Svarta Havet och att dessa sedan utvandrat till övriga Europa samt Asien. Detta är en förklaring till likheten i religion och språk mellan dessa olika länder. Se urindoeuropéer.
Religionshistorikern Georges Dumézil menade att det urindoeuropeiska samhället varit uppdelat i tre delar, liknande det indiska kastsystemet. Detta kallade han trefunktionalitetssystemet. Detta tretal menade han även gestaltade sig i de indoeuropeiska gudsuppfattningen; de indoeuropeiska religionerna, menade han, hade alltid tre gudar som motsvarade den romerska mytologins Jupiter (övergud), Mars (krigsgud) och Quirinus (samhällsbeskyddaren och jordbruksgud). Han utvecklade sedan resonemanget med att uppställa ett schema över tretalens respektive egenskaper:
1. Den första stod för suveränitet, intelligens och helighet, och fungerade fredsbevarande.
2. Det andra för kraft och styrka, särskilt avseende krig, och fungerade som rättvisans princip.
3. Det tredje för tillgivenhet, samhällets bevarande, odling och jordbruk.

I ”De nordiska gudarna: en undersökning av den skandinaviska religionen” (1939) överförde han tretalssystemet till Eddan, och menade att det motsvarade Oden, Tor och Frej i den nordiska mytologin där Frej motsvarade jordbruket, Oden överguden och Tor var en krigsgud.
Under folkvandringstiden, efter Roms fall, vällde de germanska folken in över den europeiska kontinenten. De hade inte undgått påverkan från medelhavskulturerna men sin gamla tro tog de med sig och med dem spred den sig över Europa. Omkring år 500–750 ersattes denna tro gradvis av kristendomen i anglosaxarnas England och merovingernas Frankrike, och liksom senare i Skandinavien verkade de båda trossystemen parallellt med varandra under den tiden. Under denna period, alltså strax innan vikingatiden inletts, hade asatron sin största utbredning: Samma eller likartade gudar dyrkades över hela norra och västra Europa.
Dock försökte aldrig anhängarna till asatron att omvända de kristna och det var dömt att bli en tidsfråga innan de konverterade till kristendomen. I Norden dröjde kristnandet dock omkring 500 år längre än på kontinenten: Först kristnades Norge (900–1000), sedan Island (år 1000, enligt sagorna genom ett alltingsbeslut), Danmark, och sist Sverige av alla germanska områden; även om kristnandet framskred i olika takt i olika delar av länderna. Att nordborna blev kristna tolkas som ett tecken på deras integrering i det europeiska värdesystemet: även om den personliga övertygelsen lät vänta på sig underlättade det handeln att låta döpa sig.
Under seklerna som följde kristnandet, innan den kristna undervisningen hunnit etablera den kristna andan, levde dessutom skaldekonsten fortfarande vid hoven. Skalder kunde använda kenningar, hänsyftningar till den nordiska mytologin, och veta att han blev omedelbart förstådd; "dvärgarnas skepp" var skaldekonsten; "Fröjas tårar" var guldet; "valkyriornas eld" svärdet, "korpens öl" blodet, etc.
Asatron har karaktär av ursprunglig nordeuropeisk religion som dominerade större delen av Nordeuropa, alltså Skandinavien, England, Tyskland, Nederländerna och Belgien, bland andra. Det mesta vi vet om denna tro härstammar dock från Norden och i synnerhet Island. Det är inte säkert att övriga germanska folk omfattade exakt samma trosföreställningar som de forntida nordborna. Troligen varierade asatrons sedvänjor och myter avsevärt mellan de olika germanska folken och över tid. Att de religiösa föreställningarna i hela Skandinavien dock varit väsentligen desamma finns det dock mycket som tyder på. Skandinavien kristnades dessutom bortåt 500 år senare än exempelvis Tyskland och England. Mest hårdnackade i den gamla tron var folken i Sverige, som höll fast vid den "forna seden" ända in på 1100-talet, och det finns till och med vittnesmål om att människor åkallade asarna så sent som på 1500-talet i Småland.

## Kosmologi

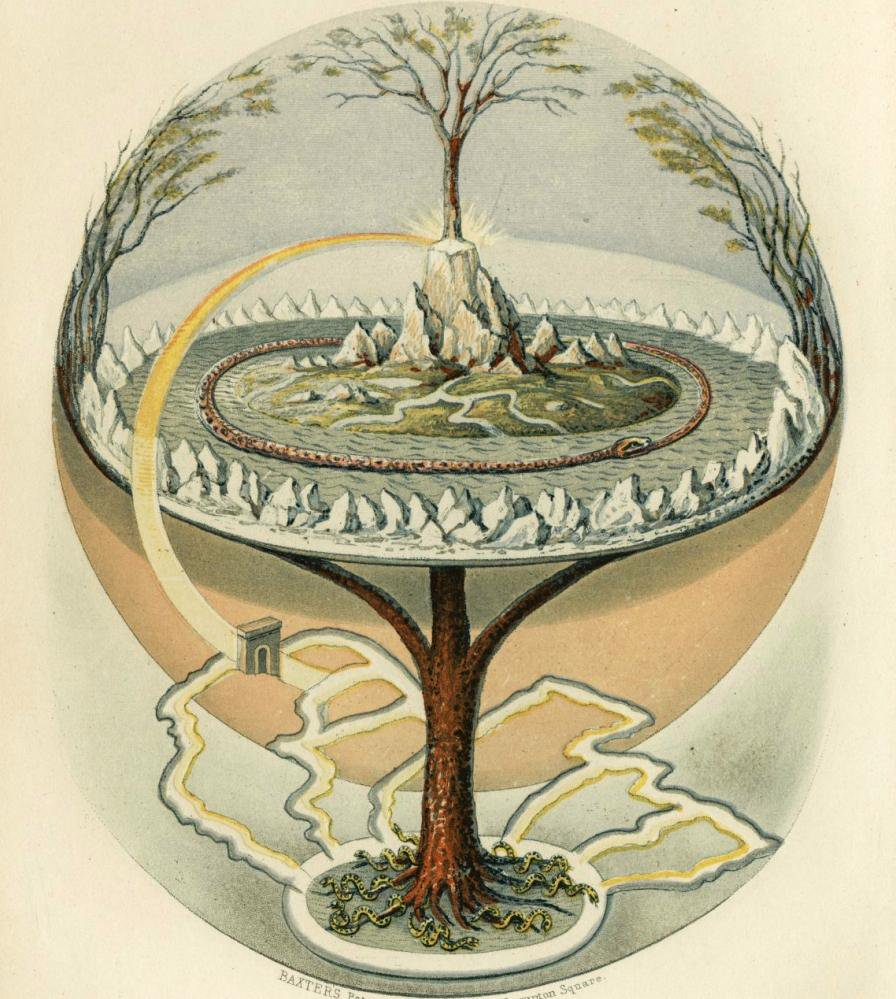
Yggdrasil, världsträdet målad som "världsaxel" (latin: axis mundi) Illustration från en engelsk översättning av Snorres Edda från 1847.

I eddadikten Valans spådom, Völuspá, återges, via en völva (spåkvinna), myter om skapelsen, konflikterna i världen och världsundergången. Forskningen har diskuterat om Snorres text ger uttryck för en cyklisk världshistoria eller om den med ett definitivt världsslut är påverkad av kristendomen. Völvan berättar om den ursprungliga tomheten, Ginnungagap, om universums tillkomst (kosmogoni) och skapelsen av Ask och Embla, de första människorna (antropogoni), samt om striderna mellan gudar och jättar som leder fram till undergången, Ragnarök. Snorres Edda beskriver att världen uppstod i Ginnungagap, ett svalg där hetta och frost smälte samman till jätten Ymer och kon Audhumbla. Audhumbla slickade sedan fram mannen Bure ur isen. Bures sonsöner Oden, Vile och Ve dräpte därefter Ymer och skapade världen av hans kropp.
Den övergripande mytologiska berättelsen handlar om en kosmisk maktkamp mellan gudarna och kaoskrafter. Gudarna representerade den ordnade världen, kulturen och civilisationen, som ständigt hotades av naturens krafter, representerade av jättarna och kaosmonster (till exempel Fenrisulven och Midgårdsormen). Men minst lika viktigt är Asgårds beroende av den hemliga kunskap som jättar och andra demoniska väsen besitter och de allianser, och äktenskap, som knyts mellan dessa två världar.
Snorre ger i sin Edda detaljerade upplysningar om hur universums är beskaffat: Midgård kallas människornas värld, i Asgård lever gudarna. Utgård kallas den utanförvärld där de demoniska väsendena håller till och där Jotunheim finns. Runt jorden ringlar sig Midgårdsormen, och utanför detta vidunder finns det personifierade världshavet, Ägir. I världens mitt står trädet Yggdrasil. Det symboliserar strukturen i kosmos med sina rötter i Hels underjord och grenar som sträcker sig långt upp till gudarna. Vid trädets fot ligger jätten Mimers brunn, vars vatten förmedlar kunskap om det som varit och det som komma skall. De tre nornorna Urd (det förflutna), Verdandi (det nuvarande) och Skuld (det som komma skall) och spinner ödestrådarna. Hel är namnet både på det underjordiska dödsriket och på dess härskarinna. De som fallit i strid hämtas av valkyrior och kommer till Odens Valhall eller till Freja Folkvang. I det sista slaget, Ragnarök, kommer de härskande gudarna att falla och världen kommer att gå under i en eld, varefter en ny och bättre värld kommer att uppstå ur den gamla.

## Kultplatser

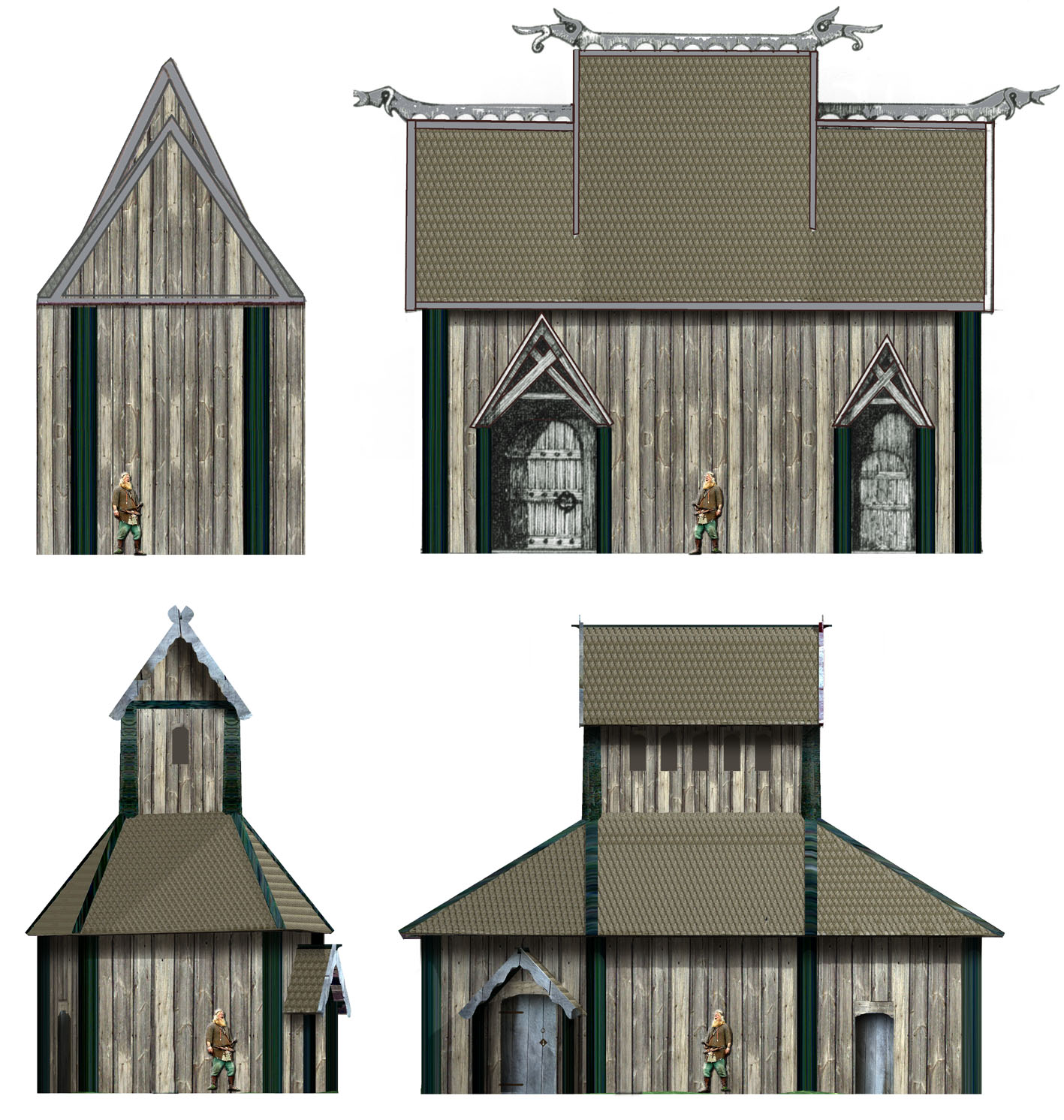
Två rekonstruktionsförslag för Uppåkratemplet i Skåne. Byggnaden användes och underhölls i flera hundra år innan den revs på 900-talet e.Kr.

Kulten under järnåldern verkar mestadels ha utövats i hemmen, men skriftliga källor, bland annat Adam av Bremen, nämner att det skall ha funnits tempelbyggnader i Norden under vikingatiden, i alla fall i Uppsala. Vid utgrävningar i Uppåkra strax söder om Lund har man funnit rester efter ett tempel som stått här i flera hundra år före nedläggningen i slutet av 900-talet. Då hela byggnadens yta kunnat grävas fram och då platsen är oskadad från senare nedgrävningar har för första gången ett fornnordiskt tempel kunnat studeras i sin helhet rent arkeologiskt.
Mycket vanligare var de så kallade "vina", heliga platser utomhus. Detta återspeglas bland annat i många av de ortnamn som innehåller efterledet -vi, som till exempel Ullevi. 2007 undersöktes ett vi från vendeltid i Lilla Ullevi fullständigt. Viet i Lilla Ullevi bestod av olika lämningar, naturliga såväl som människoskapade; centralt fanns den så kallade hargen, en stenkonstruktion som ligger på viets högsta punkt. I hargen låg en plattform som antagligen fungerat som altare. Plattformen har efterlämnat spår i form av fyra kraftiga stolphål. Söder om stenkonstruktionen fanns ett stort antal stolphål, och arkeologerna antar att det kan ha varit en offerplats på grund av de många fynd av amulettringar som man gjort där. Ringar förekom även i hargen, där man funnit närmare 70 stycken järnringar, många med mindre ringar hängande i den största ringen. Ringar antas också ha betytt mycket i den nordiska kulten då de fungerat som dörringar på kultbyggnader, vilket man sett i templet i Uppåkra, och som också är avbildat på Sparlösastenen. Det isländska sagomaterialet bekräftar också ringarnas betydelse i kulten.

## Blot
Blot är ett offer i nordisk religion som syftar till att vinna gudars eller alvers välvilja så att de uppfyller dess önskemål, som genomför blotet. Ordet är släkt med gotiskans blôtan i meningen "dyrka, tillbedja", och forntyskans bluozan, i betydelsen "offra" och "stärka". Troligen har ordet ursprungsbetydelsen "åkalla med besvärjelse eller offer". Religionsprofessor Britt-Mari Näsström härleder ordet till en indoeuropeisk rot *bhle som betyder ”svälla, vara svullen” och i överförd bemärkelse ”tillta, öka”. Det betyder att offret i sig ökar den offrandes egendom.  
Offerritualerna verkar ha skett på två sätt; antingen frambar man offret till gudarna eller så tog man del av offergåvan genom att förtära den offrade maten och drycken. Det finns flera berättelser från norra Europa om stora offerfester med mat och dryck.
De isländska sagorna talar om tre årliga blot: höstblot, midvinterblot och vårblot.

### Namngivna blothögtider
- Disablot (början av februari)
- Segerblot (vårdagjämningen)
- Midsommarblot (midsommar)
- Skördeblot (augusti–september)
- Höstblot (mitten av oktober)
- Alvablot (november/allhelgona)
- Midvinterblot (januari)

## Asatron efter kristnandet

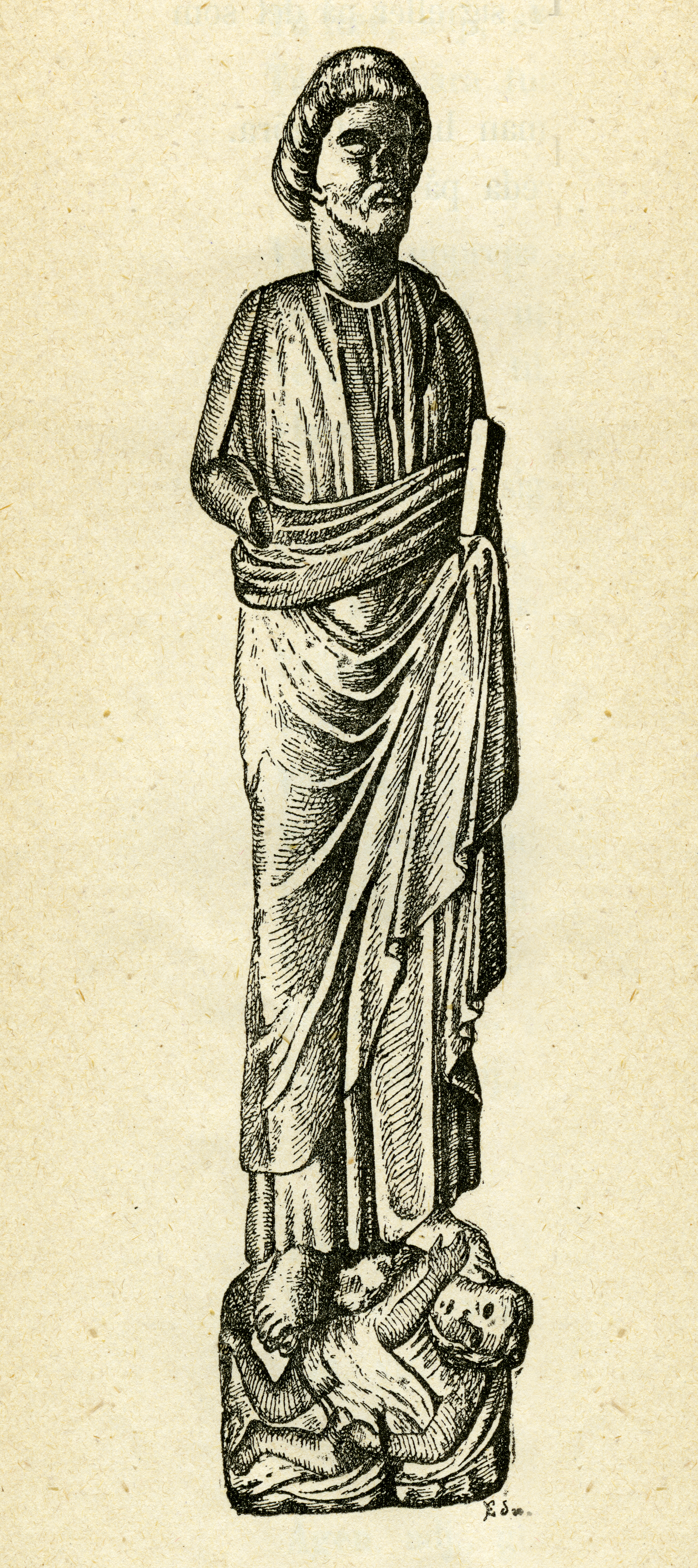
"Kornguden från Norra Vånga".

Sedan Nordeuropa kristnats och asatron förbjudits, allra sist i Sverige, levde en del av dess trosuppfattningar vidare i folktro och i folksagor, "Prins Hatt under jorden" är till exempel ursprungligen berättelser om guden Höder. En dikt från Trollkyrka i Tiveden redogör även för hur ett hemligt offer utfördes.
Men det finns också indikationer att asatron levde kvar länge i hemlighet; under digerdödens härjningar på 1300-talet berättas det att flera områden återgick till hedendomen i försök att hejda pestens härjningar, och det finns kätterimål från 1500-talet mot svenskar som dyrkat Oden. Myten om Odens jakt, liksom föreställningar om Tor, Fröja (Freja), Locke (Loke), Frigg och så vidare visar att allmogen långt fram på 1800- och början av 1900-talet hade kunskaper om den forna religionen. Man har också visat att så kallade älvkvarnar använts för offer långt in på 1800-talet.
Andra sedvänjor som kan tolkas som rester av asatro, är till exempel riten rörande Kornguden i Vånga, som var en helgonbild i Norra Vånga i Västergötland. Helgonbilden togs ut till åkrarna för att säkerställa att skörden blev god. 1826 försökte stiftet förhindra denna sed genom att undanskaffa helgonbilden men enligt Västgöta-Bengtsson så ska Vångaborna ha gjort sig en ny Korngud. Det är dock inget ovanligt att kristen helgondyrkan tett sig på detta vis, och flera exempel finns från kontinenten varför det inte med självklarhet går att göra kopplingen till asatron.
Ebbe Schön skriver i sin bok Asa-Tors hammare om hur rester av asatron levde kvar i folksagor ännu i början av 1900-talet.
Även om de högre gudarna i asatron så småningom försvann, så levde dess mindre väsen vidare i folktrons föreställningar om älvor, vättar, och tomtar och i tron på skogsrået, näcken, havsfrun med flera in i våra dagar och gör så alltjämt på sina ställen. När bonden satte ut en skål gröt till tomten på julnatten för att denne skulle se till djuren på gården, så utförde han en rit med urgamla anor, det som på vikingatid och tidig medeltid kallades blot.
Folktrons föreställningar om avlidnas själar och naturföreteelsernas andar återfinns i liknande skepnad hos många folk, och att de hos nordbor och övriga germaner varit väsentligen de samma intygas dels av överensstämmande folktro från yngre tid, dels av de gemensamma benämningarna för älva, mara, huldra, dvärg och näck. Om de germanska folkens gudatro finns några underrättelser ända från vår tideräknings början, och ett för dessa gemensamt drag är att utom träd, floder och berg vanligen tre, ibland fyra gudar uppges ha dyrkats: Caesar anger solen, Vulcanus (elden) och månen, Tacitus anger Mercurius, Hercules och Mars. I det saxiska doplöftet från 800-talet avsvärjs "Thuner och Woden och Saxnot och alla de onda makter, som är i deras sällskap".

## Modern asatro

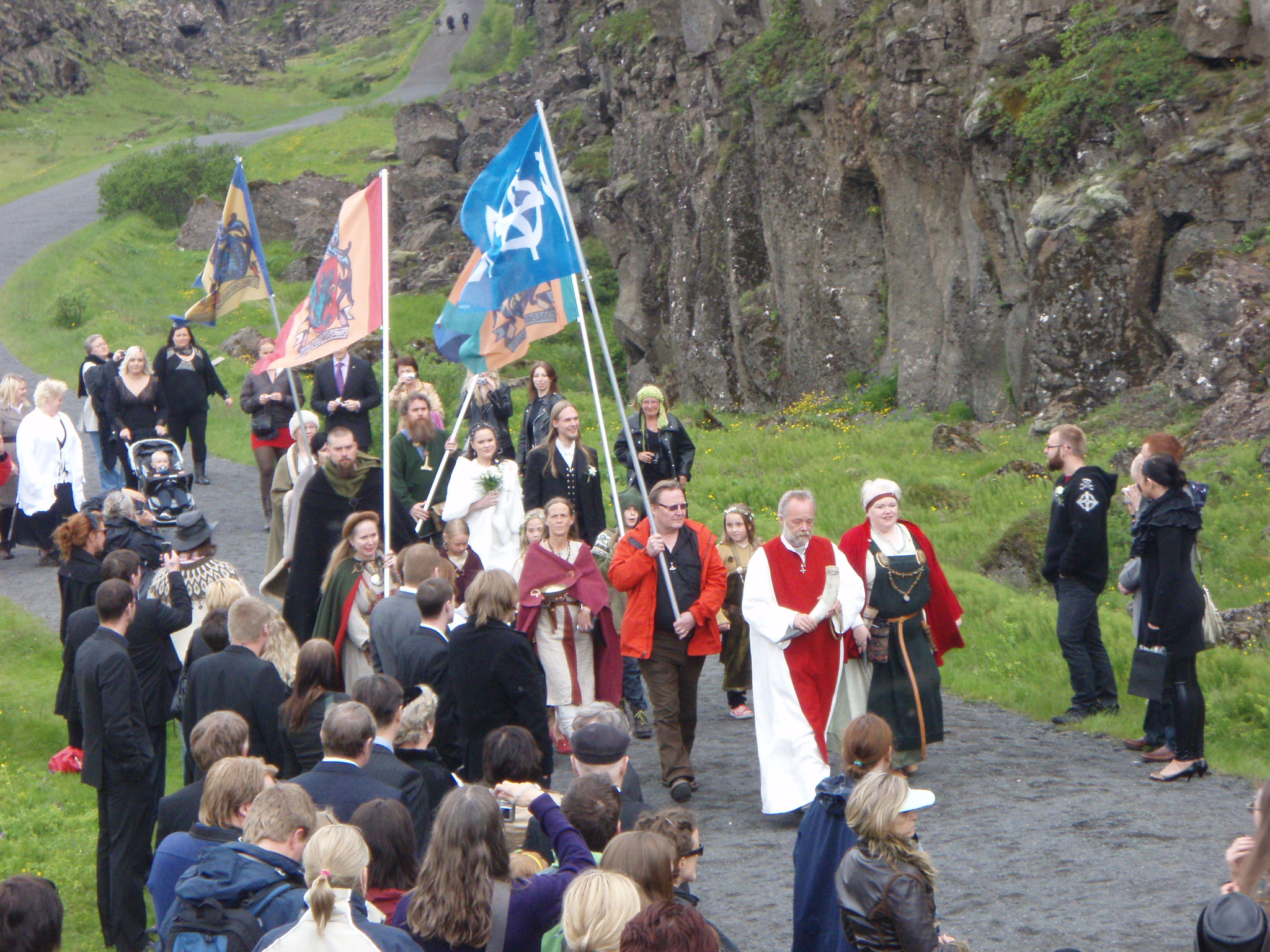
Ásatrúarfélagið på Island samlas för Þingblót (Tingsblot) på Þingvellir.

I slutet av 1800-talet blommade återigen ett intresse för asatron upp. En andra våg kom på 1920-talet, och en tredje kom i samband med det ökande intresset för naturreligioner under 1960-talet. I dag finns det flera organisationer som sprider kunskap om mytologin, religionen och religiösa sammankomster, huvudsakligen i Skandinavien, England och USA. Det isländska ordet ásatrú har blivit det vanligaste ordet internationellt men även Odinism (efter det isländska/fornnordiska namnet på Oden) förekommer. Nordiska Asasamfundet (NAS), det största samfundet för Asatro i Sverige använder beteckningen asatro för religionen. I Skandinavien används ibland även beteckningen forn sed för denna religion av Samfundet Forn Sed Sverige.

## Forskningshistoria kring asatro
Friedrich Max Müller (1823–1900) var en tysk språkforskare som var intresserad av möjliga förbindelse mellan språk, religion och mytologi. Müller menade att naturfenomen blev till gudar genom en missuppfattning av naturlagarna. Müllers resonemang kan spåras i flera verk från 1800-talets slut, där de nordiska gudarna kom att förklaras som naturfenomen. Inom mytforskning kallas detta för den naturmytologiska skolan. Från 1800-talets slut fick den naturmytologiska skolan kritik. Norske Sophus Bugge (1833–1907) och tyske Eugen Mogk kom att representera en ny källkritisk riktning i forskningen och menade att de nordiska myterna först och främst var en produkt Nordens möte med kristendomen. I Bugges huvudverk, De nordiske Gude- og Heltesagns Oprindelse, menade han att den nordiska mytologin hade skapats i möte med kristendomens texter och litterära traditioner. Han menade vidare att asatron hade inspirerats av keltiska och anglosaxiska traditioner med lån från grekisk och romersk mytologi. På 2000-talet har Bugges teori ingen stark ställning. Gro Steinsland menar dock att Bugges forskning "banade väg för den källkritiska debatten som uppstod och som fortfarande förs". Bugges kommenterade utgåva av Den eldre Edda (1867) betraktas fortfarande som ett standardverk för de som arbetar källkritiskt med eddadikterna.

## Källtexter
Följande texter och föremål utgör historiska källor till kunskap om den nordiska mytologins innehåll, som de i olika utsträckning nämner och behandlar:
- Tacitus: Germania (ca 98 e.Kr.)
- Snorre Sturlason:
  - Codex Regius (”Kungliga boken”) eller Poetiska Eddan (ca 800 e.Kr.)
  - Prosaiska Eddan  (ca 1200 e.Kr.)
- Saxo Grammaticus: Gesta Danorum (ca 1200 e.Kr.)
- Runstenar
- Beowulfskvädet
- Tjodolf av Hvin:
  - Ynglingasagan
  - Haustlong
- Eilif Gudrunarson: Thórsdrápa
- Adam av Bremen: Gesta Hammaburgensis ecclesiae pontificum